# Brenania brieyi
Brenania brieyi är en måreväxtart som först beskrevs av De Wild., och fick sitt nu gällande namn av Ernest Marie Antoine Petit. Brenania brieyi ingår i släktet Brenania och familjen måreväxter. Inga underarter finns listade i Catalogue of Life.